# U-23-Baseball-Weltmeisterschaft
Die U-23-Baseball-Weltmeisterschaft ist ein von der World Baseball Softball Confederation ausgerichtetes internationales Baseballturnier zwischen den U-23-Baseballnationalmannschaften. Es wurde erstmals im Jahr 2014 in Taichung, Taiwan ausgetragen. Bei der ersten Ausgabe wurde das Turnier noch als U-21-Weltmeisterschaft ausgetragen, mit Ausnahme von sechs Spielern, die älter als 21 Jahre waren. Seit 2016 wurde das Höchstalter der Spieler auf 23 Jahre angehoben. Titelverteidiger aktuell Mexiko.

## Spieler
Zur U-23-Baseball-Weltmeisterschaft sind auch Spieler aus der Major League Baseball, der Nippon Professional Baseball League, der Australian Baseball League und anderen Profiligen zugelassen.

## Teilnehmende Nationen
| Nation                  | 2014 | 2016 | 2018 | Jahre |
| ----------------------- | ---- | ---- | ---- | ----- |
| Argentinien             |      | 10   |      | 1     |
| Australien              | 6    | 2    | Q    | 3     |
| Österreich              |      | 12   |      | 1     |
| Chinesisch Taipeh       | 1    | 7    | Q    | 3     |
| Kolumbien               |      |      | Q    | 1     |
| Tschechien              | 5    | 10   | Q    | 3     |
| Dominikanische Republik |      |      | Q    | 1     |
| Italien                 | 7    |      |      | 1     |
| Japan                   | 2    | 1    | Q    | 3     |
| Mexiko                  | 11   | 5    | Q    | 3     |
| Niederlande             | 9    |      | Q    | 2     |
| Neuseeland              | 10   |      |      | 1     |
| Nicaragua               | 4    | 6    |      | 2     |
| Panama                  |      | 4    |      | 1     |
| Puerto Rico             |      |      | Q    | 1     |
| Südafrika               |      | 11   | Q    | 2     |
| Südkorea                | 3    | 3    | Q    | 3     |
| Venezuela               | 8    | 8    | Q    | 3     |
| Nationen                | 11   | 12   | 12   |       |

## Ergebnisse
| U-21-Baseball-Weltmeisterschaft (21U Baseball World Cup): Ergebnisse | U-21-Baseball-Weltmeisterschaft (21U Baseball World Cup): Ergebnisse | U-21-Baseball-Weltmeisterschaft (21U Baseball World Cup): Ergebnisse | U-21-Baseball-Weltmeisterschaft (21U Baseball World Cup): Ergebnisse | U-21-Baseball-Weltmeisterschaft (21U Baseball World Cup): Ergebnisse | U-21-Baseball-Weltmeisterschaft (21U Baseball World Cup): Ergebnisse | U-21-Baseball-Weltmeisterschaft (21U Baseball World Cup): Ergebnisse |
| -------------------------------------------------------------------- | -------------------------------------------------------------------- | -------------------------------------------------------------------- | -------------------------------------------------------------------- | -------------------------------------------------------------------- | -------------------------------------------------------------------- | -------------------------------------------------------------------- |
| Jahr                                                                 | Zeitraum                                                             | Gastgeber                                                            |                                                                      | Medaillen                                                            | Medaillen                                                            | Medaillen                                                            |
| Jahr                                                                 | Zeitraum                                                             | Gastgeber                                                            | Gold                                                                 | Silber                                                               | Bronze                                                               |                                                                      |
| 2014                                                                 | 7. – 16. November                                                    | Taiwan (Taichung)                                                    | Chinesisch Taipeh                                                    | Japan                                                                | Südkorea                                                             |                                                                      |

| U-23-Baseball-Weltmeisterschaft (23U Baseball World Cup): Ergebnisse | U-23-Baseball-Weltmeisterschaft (23U Baseball World Cup): Ergebnisse | U-23-Baseball-Weltmeisterschaft (23U Baseball World Cup): Ergebnisse | U-23-Baseball-Weltmeisterschaft (23U Baseball World Cup): Ergebnisse | U-23-Baseball-Weltmeisterschaft (23U Baseball World Cup): Ergebnisse | U-23-Baseball-Weltmeisterschaft (23U Baseball World Cup): Ergebnisse | U-23-Baseball-Weltmeisterschaft (23U Baseball World Cup): Ergebnisse |
| -------------------------------------------------------------------- | -------------------------------------------------------------------- | -------------------------------------------------------------------- | -------------------------------------------------------------------- | -------------------------------------------------------------------- | -------------------------------------------------------------------- | -------------------------------------------------------------------- |
| Jahr                                                                 | Zeitraum                                                             | Gastgeber                                                            |                                                                      | Medaillen                                                            | Medaillen                                                            | Medaillen                                                            |
| Jahr                                                                 | Zeitraum                                                             | Gastgeber                                                            | Gold                                                                 | Silber                                                               | Bronze                                                               |                                                                      |
| 2016                                                                 | 28. Oktober – 6. November                                            | Mexiko (Monterrey)                                                   | Japan                                                                | Australien                                                           | Südkorea                                                             |                                                                      |
| 2018                                                                 | 19. – 28. Oktober                                                    | Kolumbien (Barranquilla, Montería)                                   | Mexiko                                                               | Japan                                                                | Venezuela                                                            |                                                                      |

## Medaillenspiegel
| Rang | Land              | Gold | Silber | Bronze | Total |
| ---- | ----------------- | ---- | ------ | ------ | ----- |
| 1    | Japan             | 1    | 2      | 0      | 3     |
| 2    | Chinesisch Taipeh | 1    | 0      | 0      | 1     |
| 3    | Mexiko            | 1    | 0      | 0      | 1     |
| 4    | Australien        | 0    | 1      | 0      | 1     |
| 5    | Südkorea          | 0    | 0      | 2      | 2     |
| 6    | Venezuela         | 0    | 0      | 1      | 1     |